# カーグラフィックTV
『カーグラフィックTV』 （カーグラフィックティービー、Car Graphic TV）は、BS朝日とカーグラフィック社が制作する自動車情報番組である。略称は「CGTV」「カーグラTV」。
「自動車雑誌『カーグラフィック』（CG）の世界を映像で表現した番組」として、強いこだわりを持った美しい映像や音楽とともに、幅広い自動車情報を発信している。

## 概要
自動車を専門的に扱うテレビ番組としては日本でも有数の長い歴史を持ち、音楽プロデューサーであり自動車評論家でもある松任谷正隆とCG誌元編集部員の田辺憲一がメイン司会者として、声優の古谷徹がナレーターとして、長年レギュラー出演している。
1984年10月5日にテレビ朝日の番組として放送が開始されたが、2001年3月31日をもって16年間に及ぶ放送を一旦終了した。同年10月、テレビ朝日による制作が再開され、一部のテレビ朝日系列局や首都圏などの独立UHF局での放送となる。2005年からは、テレビ朝日に代わりBS朝日が制作を行うようになった。2006年には放送回数が通算1000回、2021年8月28日に放送通算1800回を迎えている。
バラエティ色を排した本格的な自動車情報番組として独自の地位を築いており、内容的にも高いクオリティを自負している。なかでも小林彰太郎率いるCG誌の幅広い取材ネットワークと潤沢な予算のバックアップを受けて制作された2001年以前の放送には、自動車の歴史や文化を伝える上で資料的価値の高い貴重な映像が多く含まれており、「メモワール」と題した再放送も積極的に行われている。

## 歴史

### 過去の番組スタイル

#### 第1期  （1984年10月 - 1985年9月）
自動車雑誌『カーグラフィック 』（CG誌） の監修番組として1984年10月5日にスタートし、当初から田辺憲一がブレーン役・番組コーナー担当の一人として関与している。関東地区の放送は金曜日の深夜0時台 （前時間帯の番組は『タモリ倶楽部』）。日本のテレビで初めてF1グランプリをダイジェスト版で全戦中継した。放映回につき一つのテーマを取り上げるのではなく、新車インプレッション、モータースポーツなどコーナーが細分化されていて雑誌を読ませるように構成されていた。番組のイメージキャラクター・「カーグラガール」として、若手女性タレントの矢吹藍子・井丸ゆかりが選ばれ、田辺らカーグラフィックの編集スタッフたちのサポートを得ながら番組を進行する形式で放送された。なお、この時期のナレーターは神谷明が務めた（一部大森章督が担当した回もある）。
初期はバラエティ番組要素が強く、CG誌編集部員をタレント化したコーナーもあった。また、“CGガール”と称した若い女性にインプレッションをさせるコーナーが存在し、当時の深夜番組『11PM』や『オールナイトフジ』のようだと評されていた。以前からCG誌のファンだった松任谷正隆はこの時期の番組には批判的で、第2期以降の番組出演の話が来た当初は難色を示したという。これら初期の番組構成については、1000回放送の頃に田辺が「当時はCG誌のテレビ番組として何をすべきか試行錯誤の状態であった」と述懐している。
テーマ曲は、ボーイズ・タウン・ギャングの『天使のささやき』（スリー・ディグリーズのカバー）。

#### 第2期  （1985年10月 - 2001年3月）

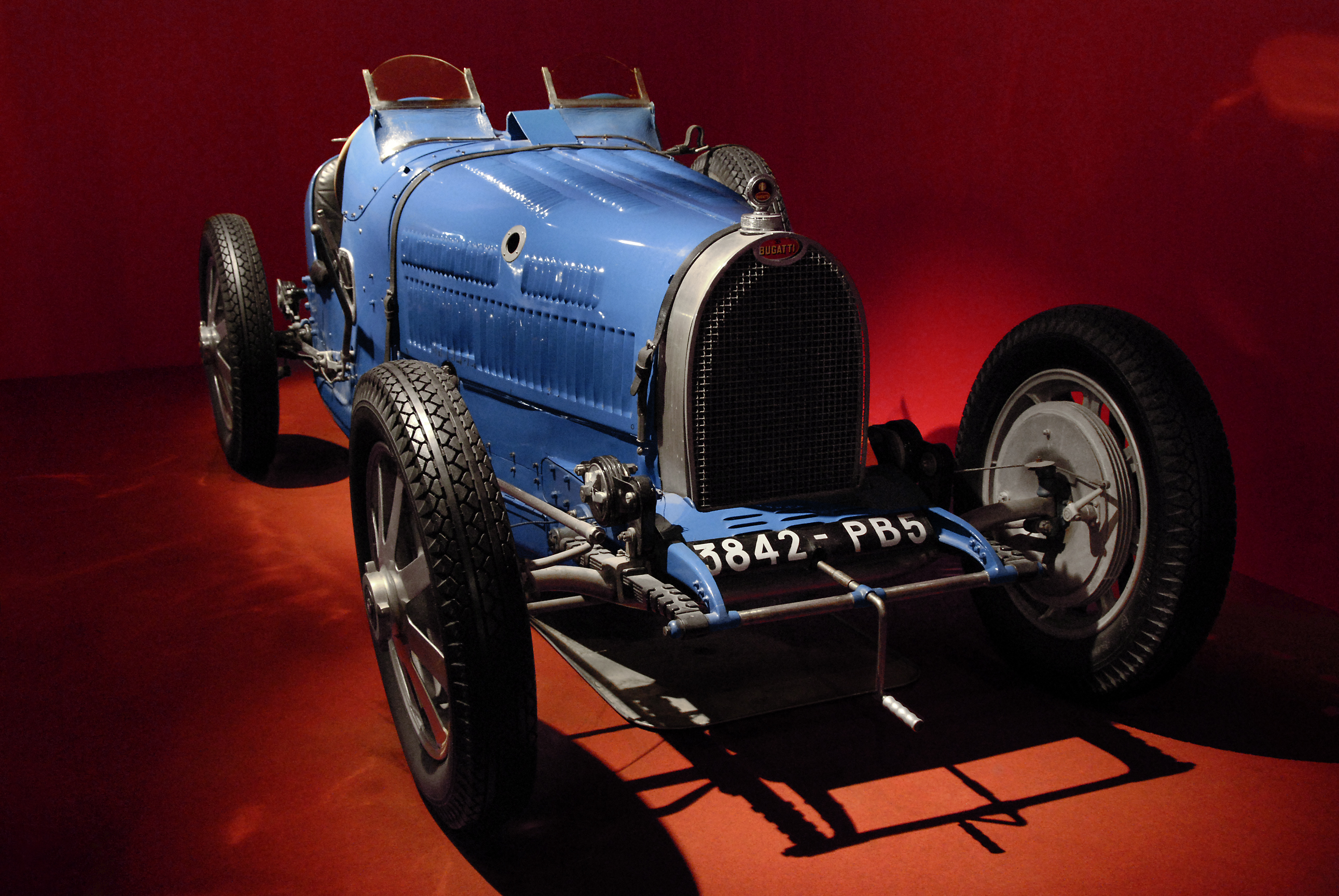
第2期オープニング映像に登場するブルーカラーのブガッティ・タイプ35

1985年10月4日の第51回放送よりメイン司会者として松任谷正隆、メインの解説者として田辺憲一を起用。松任谷の起用後も1年間は第1期の内容の多くを踏襲した番組構成で放送されたが、1986年10月11日の第99回放送より番組の制作プロダクションが変更されたことに伴い、オープニングが刷新（後述）、深夜バラエティ色の強いコーナーが排除され、現在に続く構成がここで確立された。特にその後の番組の雰囲気を大きく決定づけたのは、同放送回から新たにナレーターとして起用された古谷徹の独特な語り口であり、起用直後（1988年頃まで）は第1期の神谷を踏襲した早口でテンションの高いバラエティ風の雰囲気が残っていたものの、徐々に上品で落ち着いたトーンに変わっていき、台詞もウィットに富んだ文学的な言い回しを特徴としていった。なお、1992年までは松任谷・田辺と女性アシスタント （初代: 松川裕美、2代目: 松本葉 （姉妹紙『NAVI』編集部員、のち独立）、3代目: 川口雅代（シンガーソングライター、女優））を置いていた。また加藤哲也・川野和哉・北村朋幸らCG・NAVIの編集部員も主に田辺の補佐の役回りで随時登場、重要な独占取材などでは小林彰太郎も出演した。
CG本誌の意向により欧州車の完成度やスタイルを歴史的・文化的な面から信奉する傾向が強く、登場するモデルはハイパフォーマンスカーやミドルクラス以上が多いものの、早くから小型車やエコロジーカーも評価している。わずかながらオートバイがフィーチャーされることもあった。外観、内装、乗り心地やスペックなどを含めて感覚的に細かく批評するも価格に触れることは少なく、紹介時には美しい車が美しい場所を走るというイメージシーンが頻繁に挿入される生活感のない演出となり、基本的な会話スタイルとして、松任谷とCG誌編集部員とは予定調和的演出となっている。
この時期は制作予算が豊富に与えられていたこともあり、海外（主にヨーロッパ）での撮影ロケが多く組まれ、現在では貴重とも言える、当時のフェラーリやポルシェといった外国車メーカーの本社工場や、各地の自動車イベント、そして往年の希少な名車たちが走行する様子などが美しくカメラに収められた。さらに、CG誌が収集した貴重な資料を交えて各自動車メーカーの成り立ちやモータースポーツの歴史などを紹介するような、教養的内容の放送回もあった。また中には、イギリスの歌手クリス・レア、イギリスの自転車技術者アレックス・モールトン、イタリアの自動車技術者ダンテ・ジアコーサ、フランスの大富豪ジャック・セトン（Jack Setton）、スイスの高級腕時計ブランド「ショパール」の社長カール・フリードリヒ・ショイフレなどといった豪華な海外VIPがゲスト出演し、彼らの愛車コレクションや邸宅を紹介することもあった。時に現在では考えられない突飛な企画が行われることもあり、第539回ではコマツとボルボの最新鋭の超大型ダンプカーやトラックを、第564回では陸上自衛隊の装甲車や高機動車、戦車を特集している。
オープニング曲とエンディング曲は、松任谷正隆が番組のために作曲した『THE THEME OF WINNER』（第99回放送より使用）。松任谷曰く、作曲の話が来た際には、1日かけて作った本命と言える重厚なイメージの曲と、10分程度で作った軽いイメージの曲を提出したが、後者の方が採用されたという（松任谷は実際のところこの曲をあまり気に入っておらず、そのためにその後新たにオープニング曲『THE LAST RUN』を作曲したとも話している）。市販はされなかったが、CG誌2002年4月号の付録CDに収録された。エンディングのBGMはアメリカのフュージョンバンド、イエロージャケッツのアルバム『Shades』 （1986年）収録の『AND YOU KNOW THAT』。
放送時間は1986年4月から土曜深夜0時台に移動（前時間帯の番組は『ベストヒットUSA』）、以後11年にわたって同時間帯での放送が続いたが、1999年頃に放送開始当時から続いていたスポンサー企業の出光興産・パイオニアが相次いで撤退、それに伴いネット局の縮小や関東地区の放送時間が深夜3時台  （「大相撲ダイジェスト」期間中は、深夜4時台） にまでずれ込んだ。2001年3月に一旦番組を終了する。CS放送およびケーブルテレビで観られるテレ朝チャンネルにてこの第2期にあたる過去の放映分を定期的にオンエアしている。

### 現在の番組スタイル  （2001年10月 - ）

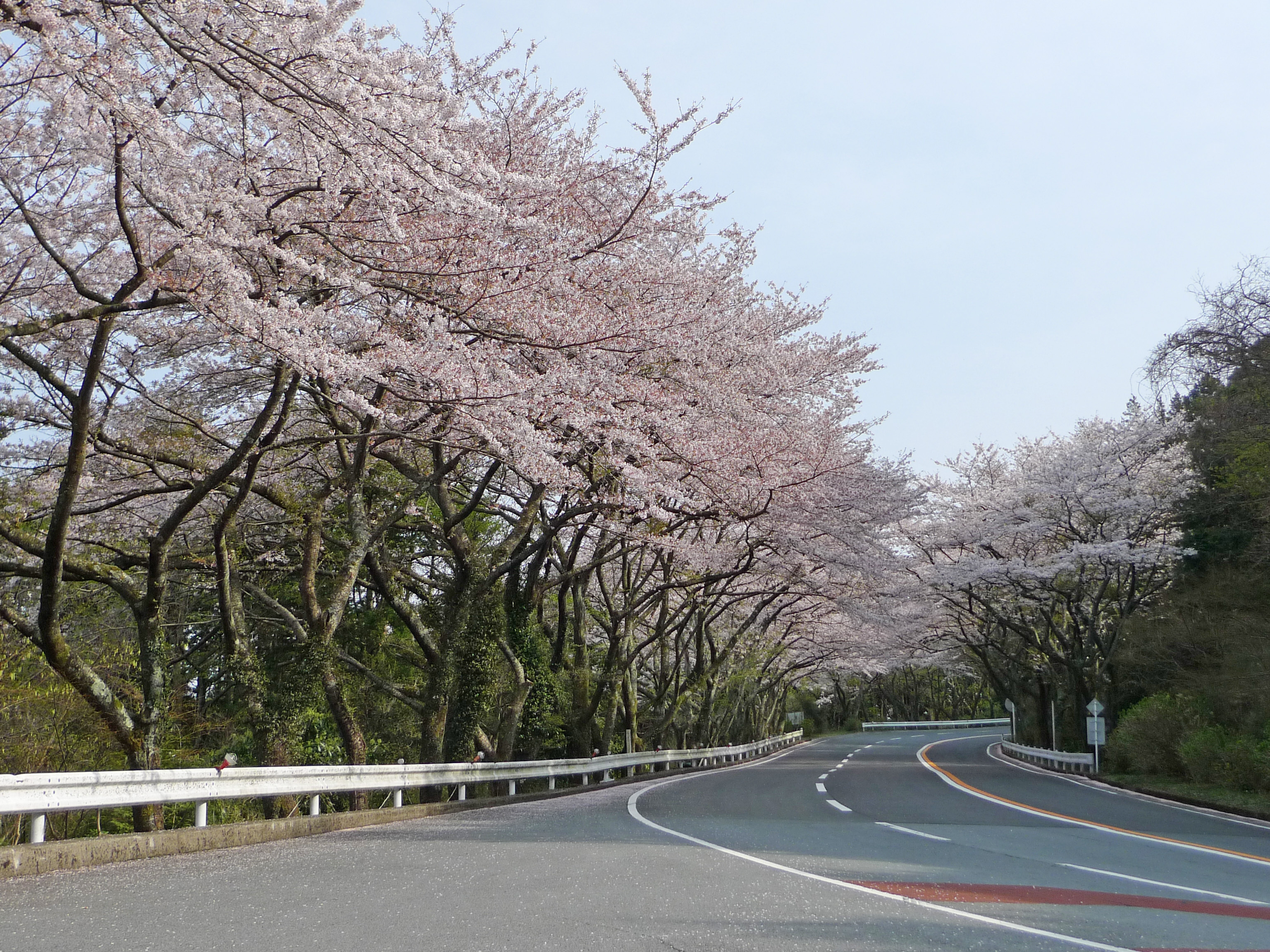
新型車のロケでよく登場する「箱根ターンパイク」御所の入駐車場付近

半年間の充電期間を経て復活するが、テレビ朝日では放送されず、首都圏では独立UHF局での放送となる。2002年3月1日からはオン・デマンド配信を開始。2002年3月10日からはBS朝日でも放送されるようになり、2005年4月から制作がBS朝日に移行すると同時にハイビジョン収録となるが一部地域では打ち切りとなった。番組スポンサーの意向により、ディーゼル乗用車（ボッシュ）や東京オートサロン（ブリヂストン、コクピット）、水素自動車（出光興産）など、これまで取り上げることのなかったテーマも紹介するようになった。
第2期に多かった海外ロケはほぼ消滅し（モーターショーなどのイベントはVTRにて取り上げられる）、新型車のロケは、箱根ターンパイクやその近郊のホテル、西湘バイパス、大磯プリンスホテルなどで行われている。自動車の紹介時はテロップで価格が表示されるようになった他、番組中でも松任谷、田辺らが車の価格に対する満足度などをコメントする。輸入車の割合が多いことには変わりないが、日本車でも高級車だけではなく大衆車や軽自動車を取り上げるなど、より幅広い視聴者の自動車生活に寄り添ったものが見受けられるようになっている。また、過去の放送回を再編集し、ほぼ丸ごと取り上げる「メモワール」と称した回も放送されている。
オープニング曲は、松任谷正隆が番組のために作曲した『THE LAST RUN』。市販はされていないが、前述のCG誌2002年4月号の付録CDに第2期のオープニング曲とエンディング曲が収録された。また、オープニングの中で古谷のナレーションによるその回の放送内容紹介も行われている。
テレビ朝日系列内で放送する局が減る一方で、2006年4月よりTOKYO MXで新たに放送開始。2007年10月にはテレビ埼玉やKBS京都でも放送を再開した（KBS京都は不明時期にネット中断の後、2013年10月8日より放送再開）。
2014年9月7日には、番組放送30周年を記念したイベント「CG FESTA 2014」が静岡県御殿場市のミュゼオ御殿場(現在は閉鎖)で行われた。
2021年10月21日より、U-NEXTにてアーカイブの一部を配信開始。無料見逃し配信サービス としてABEMA、TVer、GYAO!、テレ朝動画への参入も順次開始された。
2022年以降、番組開始当初から出演していた田辺が健康上の理由により番組を欠席する状態が続いており、彼の代役としてCG誌副編集長の中村昌弘が主に出演している。
2024年1月11日放送の第1912回より、番組放送開始40周年を迎えてオープニングを一新。三代目のオープニング曲は『Voci nel Vento』（歌 DONG IL PARK、詩 松本葉）。また2024年は40周年アニバーサリー企画として、月に1回クルマを愛する各界の有名人をゲストに招き、愛車を紹介しつつ松任谷とクルマにまつわるトークに花を咲かせるスペシャルプログラムを放送する。
| #    | 放送日         | スペシャルゲスト      |
| ---- | -------------- | --------------------- |
| 1914 | 2024年 1月25日 | 東儀秀樹              |
| 1918 | 2月29日        | 吉田匠                |
| 1920 | 3月14日        | 横山剣                |
| 1924 | 4月18日        | 光石研                |
| 1929 | 5月23日        | ジャルジャル 後藤淳平 |
| 1931 | 6月6日         | 荻野目洋子            |
| 1938 | 7月25日        | 高島礼子              |
| 1941 | 8月15日        | 片岡愛之助            |
| 1946 | 9月19日        | 大倉士門              |
| 1949 | 10月10日       | 武田修宏              |
| 1955 | 11月21日       | つまみ枝豆            |
| 1960 | 12月26日       | 谷原章介              |
| 1964 | 2025年 1月30日 | 熊川哲也              |
| 1968 | 2月27日        | 松重豊                |
| 1972 | 3月27日        | 笹野高史              |

2024年4月12日に、幕張メッセで開催された「オートモビル カウンシル2024」の会場内で公開収録が行われた。この模様は5月2日の第1926回で放送された。

## 放送リスト
2004年から2016年にかけての放送回については「カーグラフィックTV公式ウェブサイト アーカイブ」 を、2017年以降の放送回については「カーグラフィックTV公式ウェブサイト バックナンバー」を参照。

### 特別番組・番外編
「カーグラフィックTVスペシャル」として特別番組が何度か放送されているほか、配信限定などの番外編も何度か放送されている。
| 放送日         | 放送局           | テーマ                                             | 備考                                         |
| -------------- | ---------------- | -------------------------------------------------- | -------------------------------------------- |
| 2003年04月20日 | テレビ朝日       | An engine like no other The Rotary〜マツダRX-8特集 | サンデープレゼント枠（90分番組：全国ネット） |
| 2004年09月11日 | テレビ朝日       | ディーゼル革命                                     |                                              |
| 2006年01月03日 | BS朝日           | 1000回記念特番                                     |                                              |
| 2006年12月27日 | テレビ朝日       | 日産・スカイライン特集                             | BS朝日は2007年1月3日に放送                   |
| 2011年11月09日 | BS朝日           | 松任谷正隆 還暦＆放送1300回記念                    |                                              |
| 2017年11月05日 | BS朝日           | 番外編 クルマ好きのカメラ談義                      | 13:00から放送                                |
| 2023年02月09日 | BS朝日           | スーパースポーツSUV2023                            | 60分番組として放送                           |
| 2023年03月23日 | オンデマンド配信 | 配信限定特別編 40周年まであと1年！番組の歩み       | 期間限定配信                                 |

## 放送時間

### テレビ朝日での放送時間
| 期間                            | 曜日 | 時間          | 備考         |
| ------------------------------- | ---- | ------------- | ------------ |
| 1984年10月06日 - 1985年10月05日 | 土曜 | 00:45 - 01:15 | （金曜深夜） |
| 1985年10月12日 - 1986年03月29日 | 土曜 | 00:30 - 01:00 | （金曜深夜） |
| 1986年04月06日 - 1987年09月27日 | 日曜 | 00:10 - 00:40 | （土曜深夜） |
| 1987年10月04日 - 1991年03月31日 | 日曜 | 00:15 - 00:45 | （土曜深夜） |
| 1991年04月07日 - 1994年03月27日 | 日曜 | 00:40 - 01:10 | （土曜深夜） |
| 1994年04月03日 - 1995年10月01日 | 日曜 | 00:30 - 01:00 | （土曜深夜） |
| 1995年10月08日 - 1996年09月29日 | 日曜 | 00:40 - 01:10 | （土曜深夜） |
| 1996年10月06日 - 1997年03月30日 | 日曜 | 00:58 - 01:28 | （土曜深夜） |
| 1997年04月03日 - 1997年09月25日 | 木曜 | 01:10 - 01:40 | （水曜深夜） |
| 1997年10月07日 - 1998年07月28日 | 火曜 | 02:10 - 02:40 | （月曜深夜） |
| 1998年08月04日 - 1998年09月22日 | 火曜 | 02:20 - 02:50 | （月曜深夜） |
| 1998年10月01日 - 1999年04月01日 | 木曜 | 01:00 - 01:30 | （水曜深夜） |
| 1999年04月04日 - 2000年03月26日 | 日曜 | 01:40 - 02:10 | （土曜深夜） |
| 2000年04月02日 - 2001年04月01日 | 日曜 | 03:35 - 04:05 | （土曜深夜） |

### BS朝日での放送時間
| 期間                            | 曜日 | 時間          | 備考         |
| ------------------------------- | ---- | ------------- | ------------ |
| 2002年03月10日 - 2002年03月31日 | 日曜 | 08:00 - 08:30 |              |
| 2002年04月04日 - 2003年09月25日 | 木曜 | 23:30 - 24:00 |              |
| 2003年10月02日 - 2003年12月25日 | 木曜 | 23:25 - 23:55 |              |
| 2004年01月10日 - 2004年04月03日 | 土曜 | 00:25 - 00:55 | （金曜深夜） |
| 2004年04月19日 - 2005年04月04日 | 月曜 | 00:00 - 00:30 | （日曜深夜） |
| 2005年04月19日 - 2008年03月25日 | 火曜 | 23:00 - 23:30 |              |
| 2008年04月04日 - 2010年10月29日 | 金曜 | 23:00 - 23:30 |              |
| 2010年11月05日 - 2011年03月25日 | 金曜 | 22:54 - 23:24 |              |
| 2011年04月06日 - 2013年09月25日 | 水曜 | 23:00 - 23:30 |              |
| 2013年10月02日 - 2015年09月30日 | 水曜 | 23:00 - 23:29 |              |
| 2015年10月04日 - 2019年10月06日 | 日曜 | 23:30 - 23:59 |              |
| 2019年10月12日 - 2021年09月25日 | 土曜 | 23:30 - 24:00 |              |
| 2021年09月30日 - 2024年03月21日 | 木曜 | 22:00 - 22:30 |              |
| 2024年04月04日 -                | 木曜 | 23:00 - 23:30 |              |

## 主なスタッフ
- ナレーター：古谷徹 (1985年10月から)
- 撮影：平松伸浩、タカノトシヒロ （高野稔弘）ほか
- VE：深石晴久　ほか
- EED：青木秀幸（IMAGICA → SKMT)
- MA：鳥居拓也（IMAGICA → WINK2)
- 音響効果：中田圭三（4-Legs→ CODE/CHORD.Inc〈コード〉）
- 制作スタッフ：石井陽香莉
- ディレクター：サカモトユウタ（坂本勇太・SKMT）、木下広天（SKMT）／ ジミー小林（不定期担当）
- プロデューサー：片平修巳（BS朝日・一時離脱時期有り）、長澤直史（BS朝日）／ 久保健（カーグラフィック）
- 制作：BS朝日、CAR GRAPHIC

過去のスタッフ
- ナレーター：神谷明（1985年9月まで）
- スーパーバイザー：田辺憲一（赤坂自動車研究所）
- 撮影：原正美、草柳徹也、渡辺一志、長谷部雅治 ほか
- 編集 → EED：岡田俊也、桜井一成、諏訪部和広、山下直哉（ARTPLAZA1000 → ARTPLAZA）／ 杉崎康成、八木幹治、嶋野淳子、永岡大輔、梅本大介、田中直人、反畑弘一、須田晋也（オムニバスジャパン）／ 小野坂 智（IMAGICA）ほか
- MA：赤松茂雄（ARTPLAZA1000 → ARTPLAZA）／ 水落洋一郎、西村善雄（オムニバスジャパン）
- ディレクター：清水俊太郎、田村裕之、金山陽一（グラムクリエイティブ 清水・金山は現在CODE/CHORD.Inc〈コード〉所属）／ 林竜也 ／ 栗栖敏明、安楽系太（ウインズモーメント）
- プロデューサー：小菅聡之、篠原弘光（BS朝日）／ 岩沢清（ウインズモーメント）／ 関眞也（グラムクリエイティブ）ほか
- 撮影技術協力：V-OUT、蓮  ほか
- 制作協力：ウインズモーメント、禅企画 → グラムクリエイティブ
- 制作著作：テレビ朝日（地上波放送時代）

## 地上波での放送局
テレビ朝日系列
- 山形テレビ[11]（同局がテレビ朝日系列を一時離脱し、フジテレビ系列のフルネットだった頃から放送）

独立局
（2024年9月時点ではネット局なし）
クロスネット・他系列
（2024年9月時点ではネット局なし）

### かつて放送されていた局
テレビ朝日系列
- 北海道テレビ放送
- 青森朝日放送
- 岩手朝日テレビ（ - 2009年9月29日）
- 秋田放送→秋田朝日放送
- 東日本放送
- 福島放送（ - 2005年3月、2008年10月 - 2010年3月）
- 新潟テレビ21
- 北陸朝日放送（ - 2010年6月）
- 長野朝日放送
- 静岡朝日テレビ （ - 2012年12月18日）
- 名古屋テレビ放送
- 朝日放送[注 4]
- 瀬戸内海放送 （ - 2011年9月29日）
- 愛媛朝日テレビ （ - 2010年3月）
- 広島ホームテレビ （ - 2009年3月30日）
- 九州朝日放送
- 長崎文化放送
- 熊本朝日放送
- 大分朝日放送
- 鹿児島放送
- 琉球朝日放送

独立局
- TOKYO MX（2006年4月 - 2019年9月29日[注 5]）
- テレビ埼玉（2007年10月 - 2013年9月。2005年3月にネット中断あり）
- サンテレビ（開始時期不明 - 2021年9月29日）
- KBS京都（2013年10月8日 - 2023年9月28日[注 6][14]）

クロスネット・他系列
- IBC岩手放送（岩手朝日テレビの開局まで）
- とちぎテレビ（開始時期不明 - 2009年9月27日）
- 千葉テレビ放送（2001年10月25日 - 2016年9月25日）
- テレビ信州 （日本テレビ系列とのクロスネットの頃に放送）
- 北日本放送[15]→チューリップテレビ
- 福井放送（日本テレビ系列とのクロスネット）[16]
- 四国放送（開始時期不明 - 2005年3月）
- 北陸放送（1986年時点では既にネット[17]。北陸朝日放送の開局まで）
- 宮崎放送（開始・終了時期ともに不明）
- 琉球放送（開始・終了時期ともに不明。少なくとも、琉球朝日放送の開局以降は放送されていないと思われる）